# (38018) Louisneefs
(38018) Louisneefs ist ein Asteroid des Hauptgürtels, der am 1. Juni 1998 vom belgischen Astronom Eric Walter Elst am La-Silla-Observatorium (IAU-Code 809) der Europäischen Südsternwarte in Chile entdeckt wurde.
Der Asteroid wurde am 6. April 2012 nach dem belgischen Sänger und Moderator Louis Neefs (1937–1980) benannt, der sein Land zweimal beim Eurovision Song Contest in Wien und Madrid vertrat und beide Male den siebten Platz belegte.